# Байрамов, Исмаил Халилович
Исмаил Халилович Байрамов (азерб.  İsmayıl Xəlil oğlu Bayramov; 1900 — 10 февраля 1945) — Герой Советского Союза, парторг роты 243-го стрелкового полка 181-я стрелковая Сталинградская ордена Ленина, Краснознамённая, орденов Суворова и Кутузова дивизия 6-я армия 1-й Украинский фронт, старшина.

## Биография
Исмаил Байрамов родился в 1900 году в заштатном городе Георгиевске Пятигорского отдела Терской области в семье пастуха. По национальности — азербайджанец. Окончив пять классов неполной средней школы в 1917 году, помогал отцу пасти отару. В 1918 году нужда заставила семью Байрамовых переехать на Ставрополье, на хутор Нариман, который сейчас является частью села Долиновка. Работал пастухом. Когда на хуторе был организован колхоз, стал учётчиком, затем  бригадиром. В 1939 году избран председателем колхоза имени Третьей пятилетки Новоселицкого района.

### Великая Отечественная война
В 1944 году ушёл на фронт, тогда же вступил в ВКП(б).
10 февраля 1945 года развернулись ожесточённые бои за станцию Ноймаркт (ныне город Сьрода-Слёнска в Польше). Не успев занять и укрепиться на станции, немецкие войска перешли в контратаку. Первая и вторая атаки немецких войск были отбиты, после чего противник отступил, начав  миномётный обстрел позиций советских солдат. Ориентируясь по звуку и вспышкам, Байрамов с группой бойцов под покровом темноты сумел подобраться к установленным в лесу миномётам противника и уничтожить их гранатами.
Спустя время гитлеровцы предприняли третью атаку на позиции советских войск. В критический момент боя Байрамов поднялся в рукопашную и с криком «Коммунисты, вперёд за Родину!» возглавил контратаку. В рукопашной схватке он уничтожил огнём из автомата и штыком более десятка гитлеровцев, а затем с двумя бойцами уничтожил станковый пулемёт противника, обеспечив продвижение вперёд стрелковым подразделениям батальона. Под руководством Байрамова бойцы отразили ещё две атаки немцев. Дважды раненый Исмаил Байрамов оказался в окружении и, не желая попасть в плен, гранатой подорвал себя и окруживших его фашистов. Тяжело раненого старшину доставили в 110-й медикосанитарный батальон, где на следующий день он скончался от ран. Быд похоронен на воинском кладбище в фольварке Элизенхоф (ныне восточная часть села Вильчкув, гмина Мальчице, Сьродский повят, Нижнесилезское воеводство, Польша). В послевоенное время воинские захоронения из Вильчкува были перенесены на воинский мемориал в Сьрода-Слёнска.
Указом Президиума Верховного Совета СССР от 10 апреля 1945 года старшина Байрамов Исмаил Халил оглу удостоен звания Героя Советского Союза (посмертно).
Награждён орденом Ленина.

## Память
Бюст Героя Советского Союза И.Х. Байрамова установлен в родном селе, где его имя носит улица и носила пионерская дружина школы № 7.